# Osiedle Lipowa (Hajnówka)
Osiedle Lipowa – dzielnica Hajnówki powstała przy najstarszej ulicy miasta – Lipowej. Zostało wybudowane w latach 1980 – 1985. Zlokalizowane je po lewej stronie ul. Lipowej od ul. Batorego do Miłkowskiego. Łącznie oddano do użytku 27 bloków o powierzchni użytkowej mieszkań 41 774 m².

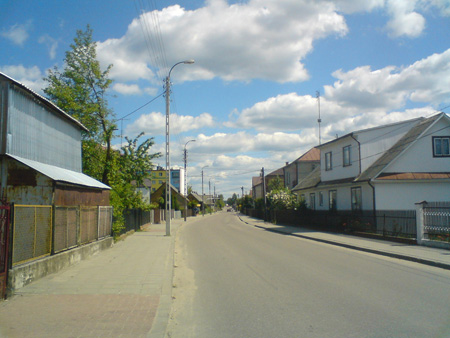
Ulica Lipowa

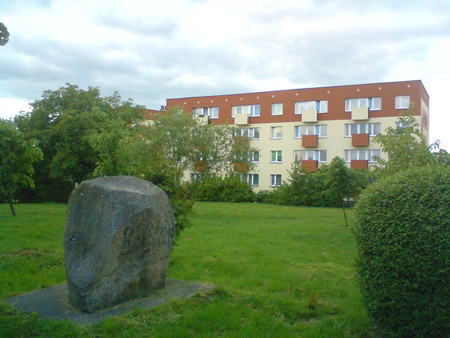
Kamień pamiątkowy z 1974 r. ustawiony w rocznicę XXX-lecia PRL

## Historia
Pierwotnie wieś Hajnówka zajmowała teren od początkowego odcinka ulicy Lipowej do skrzyżowania z ul. Batorego. Dalej znajdowały się pola i łąki mieszkańców wsi. W latach 20. i 30. XX w. zaczęło tu osiedlać się coraz więcej ludności. Powstawały nowe domy. Teren ówczesnej wsi Hajnówka rozciągnął się do wsi Lipiny. 
Podczas kampanii wrześniowej na skrzyżowaniu ulic Lipowej i Batorego  miała miejsce potyczka oddziału Wojska Polskiego z niemieckimi czołgami. W tym miejscu jeden z czołgów niemieckich został zniszczony przez działo przeciwpancerne, którego dowódcą był kapral Bolesław Bierwiaczonek. 
Początkowo osiedle Lipowa nosiło nazwę Trzydziestolecia PRL. Osiedle składa się z kilkunastu bloków z wielkiej płyty, ocieplonych styropianem w latach 2008-2009.

## Ulice
Lipowa, Nadbrzeżna, Rzeczna, St. Batorego, St. Miłkowskiego, W. Wróblewskiego